# One Too
«One Too» — песня канадских кантри-музыкантов Далласа Смита и Маккензи Портер, вышедшая 27 мая 2022 года.
Песня была написана Томом Джорданом и Митчем Томпсоном из группы Seaforth, а также Роки Блоком и Алиссой Вандерхим. Джордан спродюсировал трек вместе с Джоуи Моем, а Портер во второй раз сотрудничала со Смитом после трека «Friends Don’t Let Friends Drink Alone» со студийного альбома Смита Timeless 2020 года. Песня стала вторым синглом альбома Смита Dallas Smith (2023).

## История
Смит назвал песню «подарком» от авторов песен Тома Джордана, Митча Томпсона, Роки Блока и Алиссы Вандерхим, добавив, что она «задевает каждым аккордом все струны души как в личном, так и в музыкальном плане». Портер отметила, что была рада дуэту со Смитом. Она также заявила, что именно Смит познакомил ее со своим нынешним продюсером Джоуи Мои, а также с командой ее нынешнего лейбла и менеджмента Big Loud еще в 2016 году.

## Награды и номинации
| Год  | Ассоциация                         | Категория                              | Результат | Ссылка      |
| ---- | ---------------------------------- | -------------------------------------- | --------- | ----------- |
| 2023 | Canadian Country Music Association | Musical Collaboration of the Year      | Победа    | [ 7 ] [ 8 ] |
| 2023 | Canadian Country Music Association | Record Producer of the Year (Joey Moi) | Номинация | [ 7 ] [ 8 ] |
| 2023 | Canadian Country Music Association | Video of the Year                      | Номинация | [ 7 ] [ 8 ] |

## Коммерческий успех
Песня «One Too» достигла шестого места в чарте Billboard Canada Country за неделю 5 ноября 2022 года, став первым синглом Смита, не достигшим первого места со времен «One Drink Ago» в 2018 году. Тем не менее, она продлила серию из двадцати пяти подряд хитов в Топ-10 с начала его сольной карьеры. Она также стала седьмым хитом Портера в Топ-10. На той же неделе песня достигла 90-го места в общежанровом Canadian Hot 100, проведя в чарте в общей сложности шесть недель. Она была сертифицирована Music Canada как золотая.

## Музыкальное видео
Премьера официального клипа на песню «One Too» состоялась на канале Country Now 22 июня 2022 года. В клипе Смит и Портер играют роли двух бывших влюбленных, которые вспоминают боль утраченных отношений. В клипе также присутствуют кадры, снятые двумя артистами на 8-миллиметровую камеру, которые должны представлять собой воспоминания об их отношениях. Смит заявил, что клип «рассказывает историю пары, которая была безумно влюблена и рассталась в неконфликтной форме», добавив, что «он не должен быть грустным, но отражает любовь, которой больше нет». Портер добавила, что они хотели, чтобы видео получилось «настоящим, честным и сырым», поэтому снимали флэшбэки на камеру меньшего размера, а выступления снимали отдельно, чтобы «выразить боль от разрыва отношений». Смит считает, что видео «действительно хорошо отражает песню». Отдельное видео было снято для их «Spotify Single» исполнения трека, которое было выпущено в сентябре 2022 года.

## Чарты

### Еженедельные хит-парады
| Чарт (2022)                         | Высшая позиция |
| ----------------------------------- | -------------- |
| Канада (Billboard Canadian Hot 100) | 90             |
| Канада (Billboard Country)          | 6              |

## Сертификации
| Регион                                                                      | Сертификация | Продажи |
| --------------------------------------------------------------------------- | ------------ | ------- |
| Канада (Music Canada)                                                       | Золотой      | 40 000  |
| Данные о продажах + прослушиваниях приведены только на основе сертификации. |              |         |